# Richard Pryor
Richard Franklin Lennox Thomas Pryor III (Peoria, 1º dicembre 1940 – Los Angeles, 10 dicembre 2005) è stato un comico, cabarettista, attore, sceneggiatore e produttore cinematografico statunitense.
Dal viso sempre sorridente e facilmente riconoscibile per i suoi grandi baffi neri, Pryor divenne celebre intorno agli anni ottanta in alcuni film interpretati in coppia con Gene Wilder e in una parte comica in Superman III, sebbene avesse debuttato nel 1967 in Un vestito per un cadavere. Come stand-up comedian era celebre per il suo modo diretto e senza compromessi di trattare tematiche scottanti quali discriminazione e razzismo, ricorrendo a un linguaggio talvolta scurrile per illustrare il suo punto di vista. Negli Stati Uniti venne insignito del premio di miglior stand-man di tutti i tempi, proprio per la sua comicità trascinante e irriverente, talvolta volutamente autoironica, che ha dato vita a un filone seguito da attori più giovani tra i quali in particolar modo Eddie Murphy e Chris Rock.
Viene ampiamente riconosciuto come uno dei più importanti e influenti comici di sempre: Jerry Seinfeld lo definì "il Picasso della comicità" mentre Bob Newhart lo indicò come "il comico più influente degli ultimi cinquant'anni"; Bill Cosby affermò che "aveva reso la linea di confine tra commedia e tragedia così sottile da renderla indistinguibile." Nel 2004 la rete Comedy Central lo ha classificato al primo posto come miglior comico statunitense di tutti i tempi.

## Biografia

### Primi anni

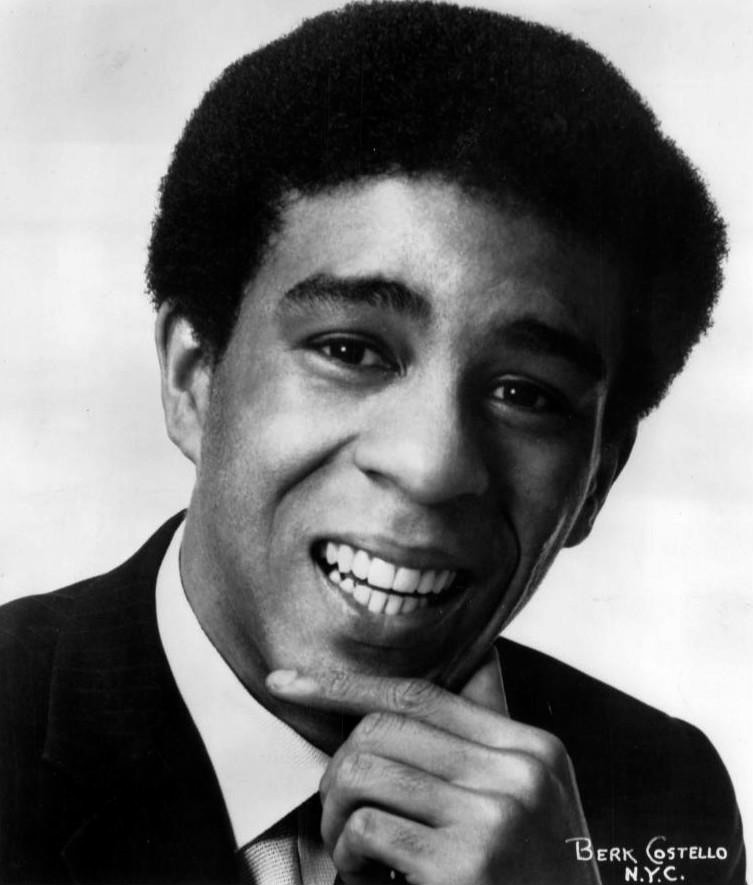
Pryor nel 1969

Cresciuto nel bordello gestito dalla nonna Marie Carter dove la madre si prostituiva, molestato da un pedofilo quando era ragazzino, Pryor in gioventù, dopo essere stato espulso da scuola all'età di 14 anni per aver minacciato di colpire un insegnante, decise di arruolarsi nella Marina degli Stati Uniti e successivamente iniziò a suonare il pianoforte nei night club. Nell'esercito trascorse gli anni dal 1958 al 1960, ma passò praticamente l'intero periodo in una prigione militare. Secondo un articolo del 1999 su Pryor apparso sul The New Yorker, egli venne incarcerato a causa di un incidente occorso mentre era di stanza in Germania Ovest. Infuriatosi per il fatto che un soldato bianco fosse eccessivamente divertito dalle scene razziste presenti nel film Lo specchio della vita di Douglas Sirk, Pryor e molti altri soldati neri picchiarono e accoltellarono l'uomo, anche se non a morte.

### Anni sessanta
Nel 1963 si trasferì a New York cominciando a esibirsi regolarmente come stand-up comedian in vari locali notturni, dove si esibivano anche, tra gli altri, personaggi come Bob Dylan, Nina Simone e Woody Allen, che Pryor ebbe modo di conoscere.
Ispirandosi a Bill Cosby, i suoi primi monologhi comici ricorrevano a materiale meno controverso rispetto a quanto farà in seguito. Presto, cominciò ad apparire regolarmente in varietà televisivi come The Ed Sullivan Show, The Merv Griffin Show e The Tonight Show Starring Johnny Carson. Il suo primo album di spoken word comico, l'omonimo debutto del 1968 su etichetta Dove/Reprise, cattura questo particolare periodo della sua carriera. La popolarità gli fruttò delle serate a Las Vegas che riscossero molto successo.
Nel settembre 1967 Pryor ebbe quella che descrisse come una sorta di "epifania" nella sua autobiografia Pryor Convictions (1995). Salendo sul palco dell'Aladdin Hotel di Las Vegas per esibirsi, guardò gli spettatori in sala (che includevano Dean Martin tra il pubblico) e dopo una pausa esclamò al microfono: «What the fuck am I doing here!?» ("Che cazzo ci faccio io qui!?"), e scese dal palco andandosene. Successivamente cambiò registro alla propria comicità inserendo tematiche sociali controverse e linguaggio scurrile nei suoi monologhi, incluso l'utilizzo della parola nigger ("negro"). In questo periodo circa, morirono entrambi i suoi genitori, la madre nel 1967 e il padre nel 1968.
Nel 1969 si trasferì a Berkeley in California, dove si immerse nella controcultura dell'epoca e conobbe Huey P. Newton e Ishmael Reed. In questo periodo intensificò il consumo di droghe.

### Anni settanta
Negli anni settanta Pryor scrisse per la televisione programmi quali Sanford and Son (2 episodi), The Flip Wilson Show, e nel 1973 lo speciale Lily di Lily Tomlin, per il quale vinse un Emmy Award. In questo periodo tentò anche di entrare stabilmente tra i personaggi della televisione generalista. Apparve anche in vari film, inclusi La signora del blues (1972), Mack - Il marciapiede della violenza (1973), Uptown Saturday Night (1974), Wagons-lits con omicidi (1976), Car Wash - Stazione di servizio (1976), Bingo Long Traveling All-Stars & Motor Kings (1976), Which Way Is Up? (1977), Il circuito della paura (1977), Tuta blu (1978) ed Ecco il film dei Muppet (1979).

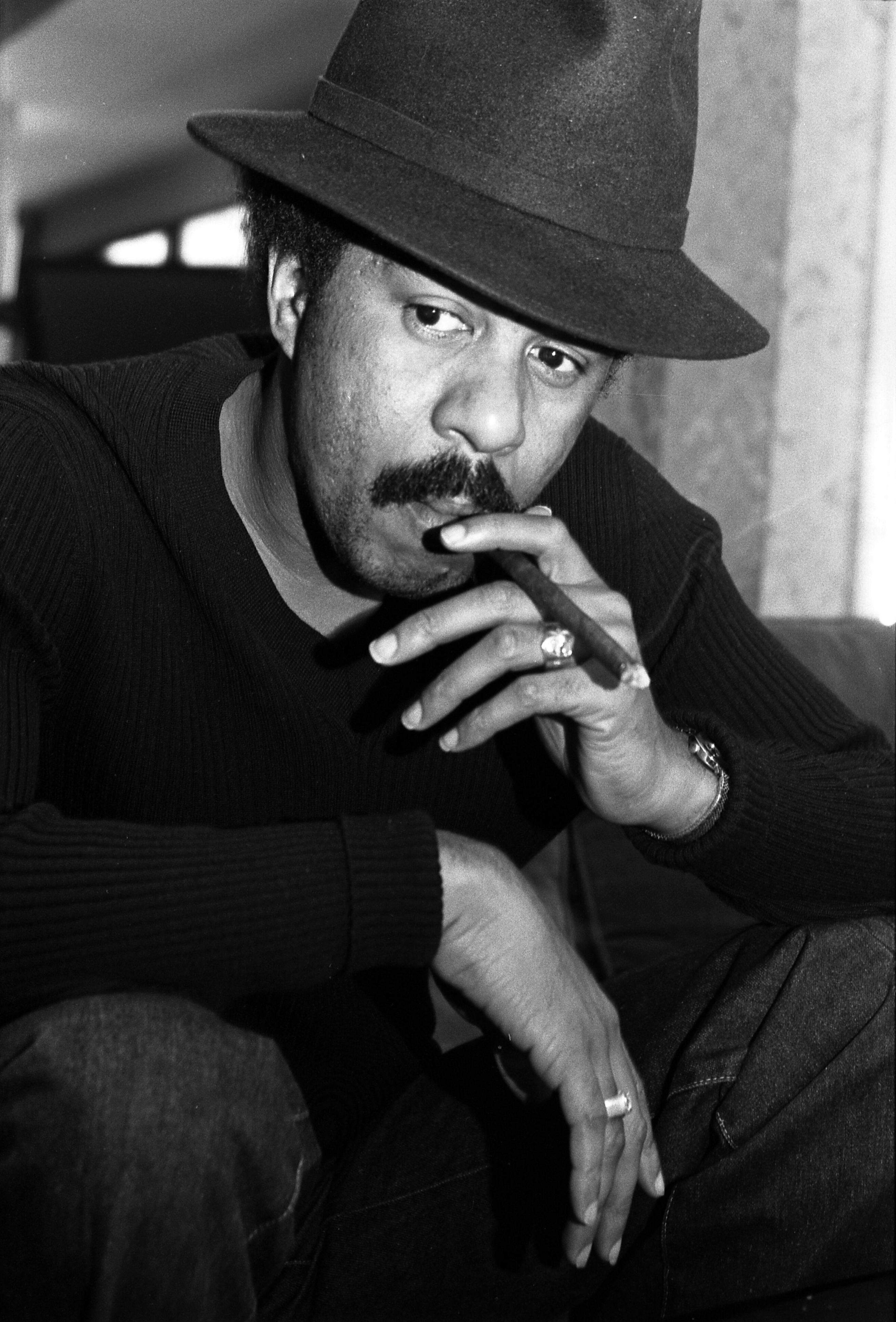
Richard Pryor nel 1976

Nel 1970 firmò un contratto con l'etichetta discografica indipendente Laff Records, e nel 1971 incise il suo secondo album comico-parlato, Craps (After Hours). Due anni dopo, il relativamente ancora sconosciuto comico apparve nel documentario Wattstax (1972), nel quale fece alcune riflessioni sulle assurdità tragico-comiche del problema razziale negli Stati Uniti. Non molto tempo dopo, firmò un contratto con la Stax Records. Quando il suo terzo album, That Nigger's Crazy (1974), riscosse un incredibile successo, la Laff, che affermava di essere proprietaria dei diritti sul materiale di Pryor, riuscì quasi a ottenere un'ingiunzione per impedire la vendita dell'album. Alla fine il disco fu certificato disco d'oro dalla RIAA e vinse il premio Grammy nella categoria Grammy Award for Best Comedy Album nel 1975.
Durante la diatriba legale con la Laff Records, la Stax chiuse i battenti di lì a poco. Quindi, Pryor tornò alla Reprise/Warner Bros. Records, che ristampò That Nigger's Crazy, immediatamente dopo ...Is It Something I Said?, il primo album con la nuova etichetta. Anche questo si rivelò un successo di critica e pubblico negli Stati Uniti; fu certificato disco di platino dalla RIAA e si aggiudicò il Grammy Award for Best Comedy Recording nel 1976.
Il successivo Bicentennial Nigger proseguì la striscia vincente di successi discografici diventando disco d'oro e vincendo il terzo premio Grammy consecutivo nel 1977.
Pryor co-scrisse insieme a Mel Brooks e altri la sceneggiatura di Mezzogiorno e mezzo di fuoco (1974), film diretto da Brooks e con Gene Wilder nel cast. Brooks avrebbe voluto Pryor nel ruolo dello sceriffo, ma la direzione della Warner espresse parere negativo a causa della dipendenza dalla cocaina di Pryor non ritenendolo mentalmente stabile per affrontare il ruolo in modo professionale., e Mel Brooks scelse quindi Cleavon Little.
Nel 1975 Pryor fu il primo afroamericano a presentare una puntata del Saturday Night Live (quando ancora si chiamava NBC's Saturday Night). Tra i momenti salienti della serata ci fu il celeberrimo (e ora famigerato) sketch del "colloquio di lavoro con l'associazione di parole" insieme a Chevy Chase. Trasmesso il 13 dicembre 1975, nello sketch si assiste a un colloquio lavorativo dove l'intervistatore (Chase) chiede al candidato, Mr. Wilson (Pryor), di fare un test di associazione mentale di parole. Nel corso del test, che si trasforma subito in uno scambio pieno di tensione, l'intervistatore comincia a utilizzare termini sempre più offensivi nei confronti degli afroamericani, ai quali uno sconcertato Wilson reagisce con epiteti razzisti verso i bianchi. Alla fine, l'intervistatore pronuncia la parola "negro" («nigger»), e Wilson risponde lapidario: "razzista morto" («dead honky»). Nel 2014 la rivista Rolling Stone classificò lo sketch al decimo posto nella lista dei "50 migliori sketch di sempre del Saturday Night Live", mentre nel 2011, Paste lo mise al quinto posto nella sua lista "10 most shocking moments" — opinione condivisa da VH1. In seguito Pryor ebbe il suo programma televisivo personale, The Richard Pryor Show, che debuttò nel 1977 sulla NBC. Lo show venne cancellato dopo sole quattro puntate probabilmente perché il pubblico televisivo non rispondeva bene al materiale provocatorio dei suoi monologhi, e Pryor si rifiutò di sottoporre il suo materiale alla censura.
Nel 1979, all'apice del successo, visitò l'Africa. Al ritorno negli Stati Uniti, giurò che non avrebbe mai più utilizzato la parola negro nei suoi spettacoli.

### Anni ottanta
Il decennio iniziò bene per Pryor, girò infatti il fortunato Nessuno ci può fermare, nel quale faceva coppia con Gene Wilder. Il film incassò 101.300.000 dollari, diventando il terzo maggior incasso al box office nel 1980, dietro L'Impero colpisce ancora e Dalle 9 alle 5... orario continuato. Tuttavia, nel giugno 1980, a causa dell'abuso di cocaina, durante la lavorazione del film Libertà poco vigilata, Pryor si cosparse il corpo di rum e si dette fuoco. Nudo e in fiamme, corse sul marciapiede fuori dalla sua villa di Los Angeles, fino a quando non fu fermato dalla polizia. Venne trasportato in ospedale con ustioni di secondo e terzo grado su circa metà del corpo. Prima dell'incidente, era in trattativa per recitare nel film La pazza storia del mondo di Mel Brooks, ma fu sostituito all'ultimo momento da Gregory Hines. Allo stesso modo, avrebbe dovuto partecipare a una puntata del Muppet Show, ma a causa dell'incidente i produttori furono costretti a scegliere invece il loro scrittore britannico, Chris Langham, come ospite speciale di quell'episodio.
Nonostante l'incidente, Pryor non rimase a lungo lontano dal mondo dello spettacolo. Nel giro di un anno, diresse un nuovo film sul suo spettacolo di cabaret e pubblicò l'album di accompagnamento, Richard Pryor: Here and Now (1983). Inoltre, scrisse e diresse anche un racconto romanzato della sua vita, Jo Jo Dancer, Your Life Is Calling (1986).
Nel 1983 firmò un contratto di cinque anni con la Columbia Pictures per 40 milioni di dollari e fondò la propria casa di produzione, la Indigo Productions. Cominciò a partecipare a produzioni molto più mainstream e dal maggiore budget come Superman III (1983), che gli fruttò un compenso di 4 milioni di dollari; Chi più spende... più guadagna! (1985), Un folle trasloco (1988) e Non guardarmi: non ti sento (1989).
Nonostante la sua reputazione di usare costantemente parolacce dentro e fuori scena, nel 1984 Pryor condusse per breve tempo uno spettacolo per bambini sulla CBS, chiamato Pryor's Place. Come Sesamo apriti, Pryor's Place includeva un cast di pupazzi (animati da Sid e Marty Krofft).
Pryor co-presentò la cerimonia degli Academy Awards in due occasioni e fu candidato al premio Emmy per una partecipazione speciale nella serie televisiva Chicago Hope.
Con il passare degli anni, si guadagnò la reputazione di essere esigente e irrispettoso sui set cinematografici e di fare richieste egoistiche e difficili. Nella sua autobiografia Kiss Me Like a Stranger, il co-protagonista Gene Wilder afferma che Pryor era spesso in ritardo sul set durante le riprese di Nessuno ci può fermare e che chiese, tra le altre cose, un elicottero personale per recarsi sul set perché era lui la star. Pryor è stato anche accusato di aver usato accuse di razzismo sul set per costringere i produttori cinematografici a dargli più soldi:
Nel 1989 Pryor apparve nel film Harlem Nights, una commedia drammatico-poliziesca con tre generazioni di comici neri (Pryor, Eddie Murphy e Redd Foxx).

### Anni novanta e duemila
Nel 1991 uscì nei cinema Non dirmelo... non ci credo, quattro anni dopo la dichiarazione pubblica da parte di Pryor di essere malato di sclerosi multipla, e il suo deterioramento fisico è piuttosto evidente nel film. A partire dalla metà degli anni novanta, Pryor cominciò a utilizzare per gli spostamenti uno scooter elettrico per disabili, a causa dell'aggravarsi della patologia autoimmune. La sua ultima apparizione sugli schermi fu un piccolo ruolo in Strade perdute di David Lynch (1997), dove interpretò un meccanico di nome Arnie.
La Rhino Records rimasterizzò in digitale tutti gli album di Pryor pubblicati su Reprise e Warner Bros. per l'inclusione nel box set ... And It's Deep Too! The Complete Warner Bros. Recordings (1968–1992) (2000).
Nel 2002 Pryor e Jennifer Lee Pryor, moglie e manager, vinsero una battaglia legale per assicurarsi i diritti di tutto il materiale di Pryor su etichetta Laff Records, che ammonta a circa 40 ore di inciso. Dopo aver esaminato i nastri e aver ottenuto la benedizione di Richard, nel 2004 Jennifer Lee Pryor concesse alla Rhino Records l'accesso ai nastri. Questi nastri, compreso l'intero album Craps (After Hours), formarono le basi per il doppio CD Evolution/Revolution: The Early Years (1966–1974) pubblicato nel 2005.

### Morte
Il 10 dicembre 2005, nove giorni dopo il suo 65º compleanno, Pryor ebbe un terzo infarto a Los Angeles. Fu trasportato d'urgenza all'ospedale dove spirò alle 7:58 di mattina senza avere ripreso conoscenza. La vedova Jennifer dichiarò: «Alla fine, c'era un sorriso sul suo viso». Il corpo venne cremato e le ceneri consegnate dalla vedova alla famiglia, che le disperse nella baia di Hana (Hawaii) nel 2019. Il patologo forense Michael Hunter pensa che il fatale attacco di cuore occorso a Pryor fu causato dall'ostruzione delle arterie coronariche dovute ai suoi anni da tabagista incallito.

## Vita privata

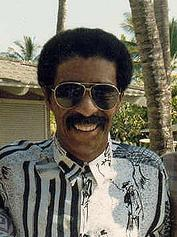
Richard Pryor nel 1986

Richard Pryor si sposò sette volte con cinque mogli (due volte con Jennifer Lee e Flynn Belaine). Padre di sette figli, al di fuori del matrimonio, ebbe delle relazioni sentimentali con le attrici Pam Grier e Margot Kidder. Pryor era un massone appartenente alla loggia di Peoria.

### Matrimoni
Pryor si è sposato sette volte con cinque donne:
1. Patricia Price, con la quale restò sposato nel periodo 1960–1961.[39]
2. Shelley Bonus, 1967–1969.
3. Deborah McGuire, aspirante modella e attrice sposata il 22 settembre 1977. Si frequentarono per quattro anni prima del matrimonio.[40] Si separarono nel gennaio 1978, e divorziarono nell'agosto dello stesso anno.[41][42]
4. Jennifer Lee, attrice e interior designer che Pryor aveva assunto per arredare casa sua.[43][44] Si sposarono nell'agosto 1981, e divorziarono nell'ottobre 1982 a causa della tossicodipendenza di Pryor. Si risposarono il 29 settembre 2001 e rimasero sposati fino alla morte di lui.
5. Flynn Belaine, aspirante attrice sposata nell'ottobre 1986. Si erano conosciuti nel 1984 durante uno spettacolo di Pryor a Washington D.C.[45] Due mesi dopo il matrimonio, Pryor chiese il divorzio, ma ritirò la richiesta il giorno stesso. Una settimana dopo chiese nuovamente il divorzio.[46] Divorziarono nel luglio 1987 per poi risposarsi il 1º aprile 1990, e divorziare definitivamente nel luglio 1991.

### Figli
Pryor ha avuto sette figli con sei donne differenti:
1. Renee Pryor, nata il 20 luglio 1957, figlia di Pryor e della sua ragazza Susan, quando Pryor aveva 16 anni.[47][48]
2. Richard Pryor Jr., nato il 10 aprile 1962 dal matrimonio con Patricia Price.
3. Elizabeth Anne, nata il 24 aprile 1967, figlia di Pryor e della sua ragazza Maxine Anderson.
4. Rain Pryor, nata il 16 luglio 1969 dal matrimonio con Shelley Bonis.
5. Steven Pryor, nato il 14 aprile 1984, figlio di Pryor e Flynn Belaine, che sarebbe poi diventata la sua quinta moglie.
6. Franklin Pryor, nato il 29 aprile 1987, figlio di Pryor e della modella/attrice Geraldine Mason.
7. Kelsey Pryor, nata il 25 ottobre 1987 dal matrimonio con Flynn Belaine.

### Sessualità
Nove anni prima di morire, secondo quanto riportato nella biografia Becoming Richard Pryor di Scott Saul pubblicata nel 2014, Pryor avrebbe "riconosciuto la propria bisessualità" e nel 2018, Quincy Jones e la vedova di Pryor Jennifer Lee, dichiararono che Pryor aveva avuto una relazione sessuale con Marlon Brando, e che parlava apertamente della sua bisessualità con gli amici.
La figlia Rain Pryor negò l'affermazione della relazione con Brando. Jennifer Lee disse in seguito a TMZ, a sostegno delle sue dichiarazioni: «Erano gli anni settanta! Le droghe in giro erano ancora buone [...] Se prendevi abbastanza cocaina, ti scopavi un termosifone e la mattina dopo gli mandavi dei fiori!».
Nella sua autobiografia Che cazzo ci faccio io qui? Un'autobiografia sboccata, ammise di avere avuto una relazione sessuale di due settimane con una donna trans, episodio da lui definito "le mie due settimane da gay". Nel 1977, nel corso di uno show in favore dei diritti della comunità gay svoltosi all'Hollywood Bowl di Los Angeles, disse: «Ho succhiato un cazzo».

### Problemi di salute
Nel novembre 1977, dopo svariati anni trascorsi a fumare e bere in maniera smodata, Pryor ebbe un infarto. Si riprese velocemente e proseguì la sua carriera a partire dal gennaio successivo. Nel 1986 gli venne diagnosticata la sclerosi multipla e già verso la metà degli anni novanta la malattia entrò in fase progressiva, relegandolo infine su una sedia a rotelle. Pryor, tuttavia, non smise mai di recitare e usò la sua condizione in un episodio di Chicago Hope in cui impersonava un malato. Nel 1990, ebbe un secondo e più grave infarto e dovette sottoporsi a un intervento di triplo bypass coronarico.
La sua ultima apparizione pubblica ebbe luogo nel luglio 2005, quando presenziò all'evento Richard Pryor at the Helm of Comedy.

### Incidente con la droga
Nella tarda serata del 9 giugno 1980, durante la lavorazione del film Libertà poco vigilata, a seguito di giorni trascorsi a fumare cristalli di cocaina, Pryor si cosparse il corpo di rum e si dette fuoco. Nudo e in fiamme, corse lungo la Parthenia Street fuori dalla sua villa di Los Angeles, fino a quando non fu bloccato e arrestato dalla polizia. Venne trasportato in ospedale con ustioni di secondo e terzo grado su circa metà del corpo. Pryor trascorse 6 settimane ricoverato nel reparto grandi ustionati dello Sherman Oaks Hospital. La figlia, Rain, affermò che l'incidente accadde a causa di psicosi indotte dalla droga; successivamente, però, nel corso di un'intervista, Pryor disse: «Cercai di suicidarmi. Prossima domanda?». Pryor incorporò una descrizione ironica dell'incidente nel suo show comico Richard Pryor: Live on the Sunset Strip (1982).

## Influenze e stile
Le influenze principali nella comicità di Pryor inclusero Charlie Chaplin, Jackie Gleason, Red Skelton, Gianni e Pinotto, Jerry Lewis, Dean Martin, Jack Benny, Bob Hope, Dick Gregory, Bill Cosby, Redd Foxx e Lenny Bruce.
La sua devozione alla causa afroamericana in un'America ancora troppo chiusa in tal senso divise spesso il numeroso pubblico che assisteva ai suoi spettacoli dal vivo, specie per il fatto di usare spesso nei suoi show parole particolarmente forti e provocatorie come "negro" per dare una forte spinta morale e smuovere le coscienze degli spettatori. Tuttavia, o forse proprio per questo motivo, egli raccolse sempre un vastissimo successo di pubblico e audience, che spinse spesso colleghi come Jerry Seinfeld e Whoopi Goldberg a esprimere grande ammirazione per tutto ciò che riusciva sempre a tirar fuori nei suoi frizzanti monologhi.

## Filmografia parziale

### Attore

#### Cinema
- Un vestito per un cadavere (The Busy Body), regia di William Castle (1967)
- Quattordici o guerra (Wild in the Streets), regia di Barry Shear (1968)
- Uncle Tom's Fairy Tales: Bon Appétit, The Trial, regia di Penelope Spheeris (1969) - inedito
- Carter's Army, regia di George McCowan - film TV (1970)
- The Phynx, regia di Lee H. Katzin (1970)
- You've Got to Walk It Like You Talk It or You'll Lose That Beat, regia di Peter Locke (1971)
- Dynamite Chicken, regia di Ernest Pintoff (1971)
- La signora del blues (Lady Sings the Blues), regia di Sidney J. Furie (1972)
- Qualcuno lo chiama amore (Some Call It Loving), regia di James B. Harris (1973)
- Hit!, regia di Sidney J. Furie (1973)
- Wattstax, regia di Mel Stuart (1973)
- Mack - Il marciapiede della violenza (The Mack), regia di Michael Campus (1973)
- Uptown Saturday Night, regia di Sidney Poitier (1974)
- Wagons-lits con omicidi (Silver Streak), regia di Arthur Hiller (1976)
- Car Wash - Stazione di servizio (Car Wash), regia di Michael Schultz (1976)
- The Bingo Long Traveling All-Stars & Motor Kings, regia di John Badham (1976)
- Adiós Amigo, regia di Fred Williamson (1976)
- Which Way Is Up?, regia di Michael Schultz (1977)
- Il circuito della paura (Greased Lightning), regia di Michael Schultz (1977)
- California Suite, regia di Herbert Ross (1978)
- I'm Magic (The Wiz), regia di Sidney Lumet (1978)
- Tuta blu (Blue Collar), regia di Paul Schrader (1978)
- Richard Pryor: Live in Concert, regia di Jeff Margolis (1979)
- Ecco il film dei Muppet (The Muppet Movie), regia di James Frawley (1979)
- Nessuno ci può fermare (Stir Crazy), regia di Sidney Poitier (1980)
- Frate Ambrogio (In God We Tru$t), regia di Marty Feldman (1980)
- Io, modestamente, Mosè (Wholly Moses!), regia di Gary Weis (1980)
- Libertà poco vigilata (Bustin' Loose), regia di Oz Scott (1981)
- Giocattolo a ore (The Toy), regia di Richard Donner (1982)
- State uniti in America (Some Kind of Hero), regia di Michael Pressman (1982)
- Superman III, regia di Richard Lester (1983)
- Chi più spende... più guadagna! (Brewster's Millions), regia di Walter Hill (1985)
- Jo Jo Dancer, Your Life Is Calling, regia di Richard Pryor (1986)
- Prognosi riservata (Critical Condition), regia di Michael Apted (1987)
- Un folle trasloco (Moving), regia di Alan Metter (1988)
- Harlem Nights, regia di Eddie Murphy (1989)
- Non guardarmi: non ti sento (See No Evil, Hear No Evil), regia di Arthur Hiller (1989)
- Non dirmelo... non ci credo (Another You), regia di Maurice Phillips (1991)
- The Three Muscatels, regia di Romell Foster-Owens (1991)
- Il tempo dei cani pazzi (Mad Dog Time), regia di Larry Bishop (1996)
- Strade perdute (Lost Highway), regia di David Lynch (1997)

#### Televisione
- Selvaggio west (The Wild Wild West) – serie TV, episodio 2x01 (1966)
- Giovani avvocati (The Young Lawyers) – serie TV, episodio 1x00 (1969)

### Regista

#### Cinema
- Jo Jo Dancer, Your Life Is Calling (1986)

#### Televisione
- Richard Pryor... Here and Now - speciale TV (1983)

## Discografia

### Album dal vivo
- 1968 - Richard Pryor (Dove/Reprise)
- 1971 - Craps (After Hours) (Laff Records)
- 1974 - That Nigger's Crazy (Partee/Stax)
- 1975 - ...Is It Something I Said? (Reprise Records)
- 1976 - Holy Smoke! (Laff Records)
- 1976 - L.A. Jail (Tiger Lily Records)
- 1976 - Bicentennial Nigger (Reprise Records)
- 1977 - Are You Serious ??? (Laff Records)
- 1977 - Who Me? I'm Not Him (Laff Records)
- 1978 - Black Ben The Blacksmith (Laff Records)
- 1978 - The Wizard of Comedy (Laff Records)
- 1978 - Wanted: Live in Concert (Warner Bros. Records)
- 1979 - Outrageous (Laff Records)
- 1980 - Insane (Laff Records)
- 1981 - Rev. Du Rite (Laff Records)
- 1982 - Richard Pryor Live!(Phoenix/Audiofidelity)
- 1982 - Live on the Sunset Strip (Warner Bros. Records)
- 1982 - Supernigger (Laff Records)
- 1983 - Here and Now (Warner Bros. Records)
- 1983 - Blackjack (Laff Records)

### Raccolte
- 1973 - Pryor Goes Foxx Hunting (Laff Records)
- 1975 - Down And Dirty (Laff Records)
- 1976 - Richard Pryor Meets ... Richard & Willie And ... The SLA!! (Laff Records)
- 1977 - Richard Pryor's Greatest Hits (Warner Bros. Records)
- 1982 - The Very Best of Richard Pryor (Laff Records)
- 2000 - ... And It's Deep Too! The Complete Warner Bros. Recordings (1968–1992) (Warner Bros. Records/Rhino Records)
- 2002 - The Anthology (1968–1992) (Warner Bros. Records/Rhino Records)
- 2005 - Evolution/Revolution: The Early Years (1966–1974) (Warner Bros. Records/Rhino Records)
- 2013 - No Pryor Restraint: Life In Concert (Shout! Factory)

## Libri

### Edizioni originali
- (EN) Richard Pryor e Todd Gold, Pryor Convictions and Other Life Sentences, New York, Pantheon Books, 1995.

### Edizioni in italiano
- Richard Pryor e Todd Gold, Che cazzo ci faccio io qui!? Un'autobiografia sboccata [Pryor Convictions], traduzione di Giacinto Palmieri, Sagoma, 2019, ISBN 978-8865060926.

## Riconoscimenti
- American Comedy Awards

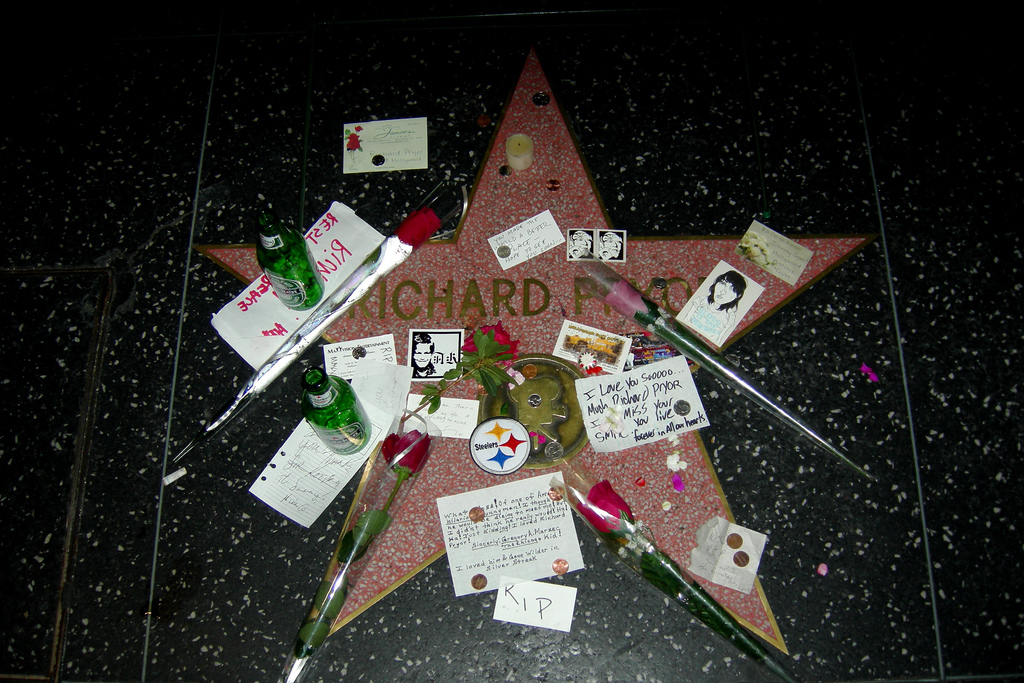
Stella di Richard Pryor nell'Hollywood Walk of Fame

  - 1993 - Premio alla carriera per la commedia
- CableACE Awards
  - 1994 - Documentario o speciale informativo di intrattenimento/cultura per Mo' Funny: Black Comedy in America
- Grammy Award
  - 1975 - Premio alla carriera
  - 1976 - Miglior registrazione comica per Richard Pryor... Here and Now
  - 1977 - Miglior registrazione comica per Live on the Sunset Strip
  - 1978 - Candidatura alla miglior registrazione comica per Rev. Du Rite
  - 1979 - Candidatura alla miglior registrazione comica per Holy Smoke
  - 1980 - Candidatura alla miglior registrazione comica per Wanted: Live in Concert
  - 1981 - Candidatura alla miglior registrazione comica per The Wizard Of Comedy
  - 1982 - Miglior registrazione comica per Are You Serious???
  - 1983 - Miglior registrazione comica per Bicentennial Nigger
  - 1985 - Candidatura alla miglior registrazione comica per ...Is It Something I Said?
  - 2006 - Miglior registrazione comica per That Nigger's Crazy
- Mark Twain Prize for American Humor
  - 1998 - Mark Twain Prize for American Humor
- NAACP Image Award
  - 1981 - Miglior interpretazione di un attore in un film per Libertà poco vigilata
  - 1996 - Candidatura al miglior attore non protagonista in una serie drammatica per Chicago Hope
  - 1996 - Premio alla carriera
- National Society of Film Critics Awards
  - 1980 - Miglior attore per Richard Pryor: Live in Concert
- New York Comedy Festival
  - 1997 - Premio alla carriera
- New York Film Critics Circle Awards
  - 1976 - Candidatura al miglior attore non protagonista per Wagons-lits con omicidi
- Photoplay Awards
  - 1978 - Candidatura alla medaglia d'oro - miglior star cinematografica maschile
- Premio Emmy
  - Daytime Emmy Awards
    - 1984 - Candidatura al miglior interprete in un programma per bambini per Pryor's Place

  - Primetime Emmy Awards
    - 1973 - Candidatura alla miglior sceneggiatura originale in una commedia, varietà o musica per The Lily Tomlin Show (condiviso con altri)
    - 1974 - Miglior sceneggiatura di commedia - varietà, varietà o musica per Lilly (condiviso con altri)
    - 1983 - Candidatura alla miglior prestazione individuale in un programma di varietà o musicale per Motown 25: Yesterday, Today, Forever
    - 1996 - Candidatura al miglior attore ospite in una serie drammatica per il personaggio di Joe Springer nell'episodio Stand della serie televisiva Chicago Hope
- Premio BAFTA
  - 1975 - Candidatura alla miglior sceneggiatura per Mezzogiorno e mezzo di fuoco (condiviso con Mel Brooks, Norman Steinberg, Andrew Bergman e Alan Uger)
- Razzie Awards
  - 1984 - Candidatura al peggior attore non protagonista per Superman III
- Walk of Fame
  - 1993 - Motion Picture al 6438 di Hollywood Boulevard
- Writers Guild of America
  - 1974 - Candidatura alla miglior sceneggiatura di varietà per Lilly (condiviso con altri)
  - 1975 - Miglior commedia scritta direttamente per lo schermo per Mezzogiorno e mezzo di fuoco (condiviso con Mel Brooks, Norman Steinberg, Andrew Bergman e Alan Uger)

## Citazioni e omaggi

Un graffito a San Francisco con il volto di Pryor

### Cinema e televisione
- Nel 2002, l'emittente televisiva britannica Channel 4 mandò in onda The Funny Life of Richard Pryor, un documentario biografico su Pryor diretto da David Upshal, come parte della serie Kings of Black Comedy. Negli Stati Uniti, il documentario è stato trasmesso da Comedy Central.
- Nel febbraio 2013 si è tenuta presso il Brooklyn Academy of Music Cinemas una retrospettiva della filmografia di Pryor, focalizzata sugli anni settanta, intitolata A Pryor Engagement.[68]
- Nell'episodio "Taxes and Death or Get Him to the Sunset Strip"[69] (2012), la voce di Richard Pryor è imitata da Eddie Griffin nello show televisivo satirico Black Dynamite.
- Il 31 maggio 2013, il canale televisivo Showtime trasmise il documentario Richard Pryor: Omit the Logic diretto da Marina Zenovich. Gli intervistati nel documentario includono Dave Chappelle, Whoopi Goldberg, Jesse Jackson, Quincy Jones, George Lopez, Bob Newhart, Richard Pryor Jr., Lily Tomlin, e Robin Williams.[62][70]

### Musica
- Nell'omaggio fatto da Jackson Browne a roadie e fan, la canzone The Load-Out, pubblicata sull'album Running on Empty (1977), una strofa del testo recita: «We got Richard Pryor on the video on the tour bus».
- Nell'album Bora-Bora (1988), della band brasiliana Os Paralamas do Sucesso, è presente la canzone Don't Give Me That, che narra la disavventura di Pryor nel famoso incidente con la cocaina. Il testo dice: «You've ever heard about Richard Pryor/ The greatest comedian in America/ [...] /The great Richard Pryor, he catch fire/ He was in a big house and tried free-base/.../ He was burnt up and down/ He was fried like a chicken».
- Un'immagine di Pryor è presente nel videoclip della canzone dei Soulsonic Force Renegades of Funk nella versione dei Rage Against the Machine, inserita nell'album Renegades (2000).
- Viene citato nella canzone Under the Influence inclusa nell'album The Marshall Mathers LP, terzo album in studio del rapper statunitense Eminem, pubblicato il 23 maggio 2000.
- Nel maggio del 2014 il rapper 2 Chainz pubblica l'EP FreeBase, il quale ha una foto di Richard Pryor in copertina[71].
- Nel luglio 2015, Pryor viene citato nel brano Robin Williams di Cee Lo Green, canzone tributo ad artisti recentemente scomparsi come lo stesso Williams, Chris Farley, Phil Hartman, e Bernie Mac.
- Nell'album del 2015 To Pimp a Butterfly del rapper Kendrick Lamar, viene brevemente citato il nome di Pryor nella traccia King Kunta: «The yam brought it out of Richard Pryor, Manipulated Bill Clinton with desires».
- Nell'album del 2018 KOD del rapper J. Cole viene inserito uno spezzone di un suo monologo nella traccia Brackets.

### Statua a Peoria
- L'artista Preston Jackson creò una statua in bronzo a grandezza naturale di Pryor e la intitolò Richard Pryor. More than Just a Comedian. La statua è stata posizionata all'angolo tra la State e la Washington Street a Peoria, Illinois, il 1º maggio 2015, vicino al quartiere natale di Pryor.[72]

## Doppiatori italiani
Nelle versioni in italiano dei suoi film, Richard Pryor è stato doppiato da:
- Sergio Di Giulio in Nessuno ci può fermare, Giocattolo a ore, Strade perdute
- Marco Mete in Prognosi riservata, Non guardarmi: non ti sento, Non dirmelo... non ci credo
- Stefano Satta Flores in Wagons-lits con omicidi
- Oreste Rizzini in California Suite
- Angelo Nicotra in Tuta blu
- Mino Caprio in Libertà poco vigilata
- Piero Tiberi in Superman III
- Paolo Poiret in Chi più spende... più guadagna
- Ruggero Dondi in Un folle trasloco
- Giorgio Lopez in Harlem Nights
- Ermanno Ribaudo in Il tempo dei cani pazzi
- Ferruccio Amendola in Io, me & Irene